# Gare de Dourges
La gare de Dourges est une gare ferroviaire française de la ligne de Lens à Ostricourt, située sur le territoire de la commune de Dourges dans le département du Pas-de-Calais, en région Hauts-de-France.
C'est une gare de la Société nationale des chemins de fer français (SNCF) desservie par des trains TER Hauts-de-France.

## Situation ferroviaire
Établie à 30 mètres d'altitude, la gare de Dourges est située au point kilométrique (PK) 220,895 de la ligne de Lens à Ostricourt entre les gares d'Hénin-Beaumont et d'Ostricourt.

## Service des voyageurs

### Accueil
Gare SNCF, elle dispose d'un bâtiment voyageurs, avec guichet, ouvert du lundi au vendredi et fermé les samedis, dimanches et jours fériés. Elle est équipée d'automates pour l'achat de titres de transport.

### Desserte
Dourges est desservie par des trains TER Hauts-de-France qui effectuent des missions entre les gares : Lens et de Lille-Flandres, ou de Valenciennes, ou de Libercourt.

### Intermodalité
Un parc pour les vélos et un parking pour les véhicules y sont aménagés.